# همراز (آلبوم)
 همراز نام یک آلبوم موسیقی اثر مجید اخشابی، هنرمند ایرانی است که در سبک پاپ تهیه شده و دارای ۱۲ قطعه است.این البوم در سال ۱۳۸۳ منتشرشد.

## فهرست آهنگ‌های آلبوم همراز
| ردیف | آهنگ            |
| ۱    | مهتاب           |
| ۲    | همراز           |
| ۳    | لوح سرنوشت      |
| ۴    | مرزتردید        |
| ۵    | سیل اشک         |
| ۶    | تیترروزنامه     |
| ۷    | ستاره ها        |
| ۸    | شقایق           |
| ۹    | مهتاب(بیکلام)   |
| ۱۰   | همراز(بیکلام)   |
| ۱۱   | سیل اشک(بیکلام) |
| ۱۲   | شقایق(بیکلام)   |